# Vano Merabishvili
Ivane Merabishvili, detto Vano (in georgiano ივანე "ვანო" მერაბიშვილი; 15 aprile 1968), è un politico georgiano.
Dal luglio 2012 all'ottobre dello stesso anno è stato il Primo ministro della Georgia. Nel 2003 è stato uno dei protagonisti della cosiddetta Rivoluzione delle Rose, durante la quale ha affiancato il futuro Presidente Mikheil Saakašvili, filo-occidentale.
Dal dicembre 2004 al luglio 2012 è stato Ministro degli Interni come membro di diversi Governi guidati da Zurab Zhvania, Zurab Noghaideli, Lado Gurgenidze, Grigol Mgaloblishvili e Nika Gilauri. Nel maggio 2013 è stato arrestato per un finanziamento occulto al partito e nel febbraio 2014 è stato condannato a cinque anni e mezzo di carcere per appropriazione indebita.

## Biografia
Merabishvili è nato nel villaggio cattolico romano di Ude, in gran parte georgiano, in quella che oggi è la regione di Samtskhe-Javakheti nel sud della Georgia, allora repubblica sovietica. Si è laureato nel 1992 presso la Facoltà di estrazione mineraria dell'Università tecnica georgiana.  Dopo gli studi ha ricoperto diversi incarichi presso l'Università tecnica e presso l'Istituto di agricoltura della Georgia prima di diventare presidente dell'Associazione per la protezione dei diritti dei proprietari terrieri nel 1995 e co-fondatore del Liberty Institute nel 1996.

### Membro del Parlamento
Il coinvolgimento diretto di Merabishvili con la politica è iniziato nel novembre 1999, quando è stato eletto al parlamento della Georgia con la lista del partito dell'Unione dei cittadini della Georgia (UCG), presieduta dall'allora presidente Eduard Shevardnadze. Merabishvili era membro di un gruppo influente, ma piccolo, della fazione UCG, noto come "riformatori" guidato da Zurab Zhvania e Mikheil Saakashvili: chiedeva riforme politiche più radicali e orientate all'Occidente.
Nell'aprile 2001, con un conflitto in ebollizione nell'UCG, Merabishvili, allora presidente della commissione parlamentare per la politica economica, divenne il primo e, a quel tempo, l'unico membro di spicco del partito a criticare apertamente Shevardnadze. In un'intervista al Washington Post, Merabisvhili ha affermato che Shevardnadze era "stanco" e non aveva la volontà politica di combattere la corruzione. Shevardnadze ha minimizzato le critiche, attribuendo l'affermazione di Merabishvili alla giovinezza e alla sua inesperienza.
Nel 2002, Merabishvili è diventato segretario generale del Movimento nazionale di opposizione, di recente formazione, di Mikheil Saakashvili. È stato energicamente coinvolto nel movimento di protesta dopo le elezioni parlamentari del novembre 2003 che hanno portato alle dimissioni di Shevardnadze nell'incruenta Rivoluzione delle Rose.

### Ministro del governo
Dopo l'ascesa alla presidenza di Saakashvili, Merabishvili è stato consigliere per la sicurezza nazionale e segretario del Consiglio di sicurezza nazionale da gennaio a giugno 2004, quando è stato nominato ministro della sicurezza dello Stato. Nel dicembre 2004, il Ministero della sicurezza dello Stato è stato fuso con il Ministero degli affari interni sotto la guida di Merabishvili. In qualità di ministro degli interni,  ha presieduto la riforma della polizia e la repressione dei boss criminali, i cosiddetti "ladri nella legge", riscuotendo il plauso di molte istituzioni e osservatori internazionali. I critici hanno accusato il ministero dell'Interno di usare una forza eccessiva e tattiche pesanti in diversi casi, anche contro i manifestanti dell'opposizione nel 2007 e nel 2010. Merabishvili ha negato queste accuse.

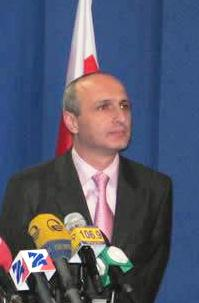
Merabisvili nel giugno 2006

Nel 2006, una controversia sull'omicidio di Sandro Girgvliani, un impiegato di banca commerciale di 28 anni, ha avuto una significativa ricaduta in politica con diversi tentativi dell'opposizione di costringere Merabishvili a dimettersi. La famiglia di Girgvliani ha accusato i funzionari del ministero dell'Interno di aver ucciso Sandro dopo aver insultato loro e Tako Salaqaia, la moglie di Merabishvili, durante una discussione in un bar. Il caso giudiziario ha portato alla condanna di quattro funzionari ministeriali di livello inferiore, ma il caso è stato pesantemente criticato da diversi osservatori indipendenti e partiti di opposizione che hanno rivendicato un insabbiamento. Lo stesso Merabishvili ha accusato i partiti di opposizione di aver tentato di utilizzare il caso dell'omicidio di Girgvliani "per i loro interessi politici"  e ha dichiarato che non aveva intenzione di dimettersi.
Alla fine del 2008, Merabishvili era diventato una delle figure più influenti nel governo della Georgia. Il ministero dell'Interno ha ampliato le sue responsabilità, assumendo un maggiore controllo della polizia di frontiera ed è stato designato dal presidente Saakashvili per sovrintendere alla distribuzione della sostanziale assistenza internazionale per i georgiani sfollati nel conflitto di agosto tra la Georgia e la Russia. In un'intervista del marzo 2009 con Rustavi 2 TV, Merabishvili ha affermato che l'ipotesi che fosse la figura più potente nell'amministrazione di Saakashvili era "esagerata", ma ha confermato che in alcuni casi il presidente gli aveva affidato compiti più ampi.
Nel dicembre 2011, i risultati di Merabishvili come ministro degli affari interni sono stati elogiati da Bidzina Ivanishvili, uomo d'affari multimiliardario, entrato nella politica georgiana con l'intento di sfidare il governo nelle elezioni parlamentari dell'ottobre 2012. Ivanishvili ha invitato Merabishvili a convincere il presidente Saakashvili a dimettersi. In seguito Merabishvili disse di non considerare Ivanishvili un "serio rivale" del governo.

### Primo Ministro
Il 30 giugno 2012, il presidente Saakashvili ha nominato Merabishvili primo ministro del paese, in sostituzione di Nika Gilauri. La decisione è stata presa pochi mesi prima delle elezioni parlamentari di ottobre. Merabishvili ha affermato che il suo programma si concentrerà su tre priorità chiave: occupazione, sviluppo dell'agricoltura e disponibilità di assistenza sanitaria. È stato approvato dal Parlamento della Georgia il 4 luglio 2012.
L'incidente di Lopota, iniziato il 28 agosto 2012, è diventato un punto focale per la gestione della sicurezza nazionale di Merabishvili nei confronti di aggressori sconosciuti; l'episodio è durato fino al 30 ottobre 2012 poiché gli aggressori sono stati per lo più uccisi in azione dalle forze di sicurezza e gli altri sono stati arrestati.
Il Movimento nazionale unito ha perso la maggioranza dei seggi a favore della coalizione di opposizione Bidzina Ivanishvili - Sogno georgiano nelle elezioni del 2012. Come previsto dalla costituzione, Merabishvili e il suo governo si sono dimessi l'11 ottobre 2012, continuando ad essere primo ministro ad interim fino a quando Bidzina Ivanishvili non ha ottenuto l'approvazione dal parlamento il 25 ottobre 2012. Il 15 ottobre 2012, Merabishvili è stato eletto segretario-generale del Movimento Nazionale Unito, impegnandosi per un "partito di tipo nuovo e moderno".